# William Councilman

Councilman-Körper – oben rechts (Leberbiopsie, HE-Färbung).

William Thomas Councilman (* 1. Januar 1854 in Pikesville, Maryland; † 27. Mai 1933 in York, Maine) war ein US-amerikanischer Pathologe an der Harvard Medical School. Er ist vor allem für die Beschreibung der Councilman-Körperchen bei Hepatitis und die Einstufung der interstitiellen Nephritis als eigenständiges Erkrankungsbild bekannt.

## Leben
Councilman schloss 1878 sein Medizinstudium an der University of Maryland ab. Anschließend ging er als Forschungsassistent an die neugegründete Johns Hopkins University und arbeitete während der Sommermonate in verschiedenen Krankenhäusern der Region. Zwischen 1880 und 1883 bereiste Councilman Europa, wo er in Wien in der Schule von Rokitansky, in Straßburg bei Friedrich Daniel von Recklinghausen, in Leipzig bei Julius Friedrich Cohnheim und Carl Weigert und in Prag bei Hans Chiari ausgebildet wurde.
Zurück in den USA verdiente Councilman sein Geld mit verschiedenen Tätigkeiten, darunter Autopsien im Bayview Hospital, Vorlesungen an den örtlichen Universitäten und Assistenz von John Shaw Billings bei der Zusammenstellung von dessen National Medical Dictionary. Außerdem war er ein Jahr lang Coroner (etwa: Gerichtsmediziner).
Ab 1886 arbeitete Councilman bei William Henry Welch wieder an der Johns Hopkins University und dem 1889 eröffneten Johns Hopkins Hospital und erhielt die Stellung eines Associate Professor. 1892 erhielt Councilman eine Professur an der Harvard University, ab 1913 war er leitender Pathologe am neu eröffneten Brigham Hospital der Harvard Medical School. 1922 wurde er emeritiert.
William Councilman war sehr an Botanik interessiert und machte sich um Bepflanzung und Pflege des Rosengartens des Brigham Hospital verdient. Mit dem Leiter des Arnold-Arboretum in Boston, Charles Sprague Sargent, verband ihn eine enge Freundschaft. Councilman begleitete Alexander H. Rice Jr. auf seine Expedition in das Amazonasbecken. Auch nach seiner Emeritierung ging Councilman auf Weltreise. Eine seiner letzten Veröffentlichungen behandelt Epigaea repens, eine Pflanze aus der Familie der Heidekrautgewächse, und ihre Bedrohung durch den Menschen.
Councilman veröffentlichte Fachbücher über Durchfall, Meningitis, Diphtherie und Pocken, aber auch über Arteriosklerose.
1895 wurde Councilman in die American Academy of Arts and Sciences gewählt, 1904 in die National Academy of Sciences, 1906 in die American Association for the Advancement of Science und 1918 in die American Philosophical Society.
Councilman war zweimal verheiratet. Seine erste Frau, Margaret Noble Bruce, mit der er seit 1883 verheiratet war, starb 1891. Mit Isabella Coolidge war Councilman ab 1894 verheiratet. Mit seiner zweiten Frau hatte er drei Töchter, darunter die Psychoanalytikerin Christiana Morgan, die den thematischen Auffassungstest mitentwickelte.